# Rosmarinus
Rosmarinus is de botanische naam voor een niet langer als apart geslacht onderscheiden groep van planten in de lipbloemenfamilie. De typesoort van het geslacht, Rosmarinus officinalis, wordt nu in het geslacht Salvia geplaatst, en daarmee is Rosmarinus een synoniem van Salvia geworden.
Van het geslacht Salvia werd al langer vermoed dat het parafyletisch was. In 2017 publiceerden Bryan T. Drew en zes anderen de resultaten van moleculair fylogenetisch onderzoek dat ze aan planten uit dat geslacht en enkele andere, nauw verwant geachte, geslachten, hadden verricht. Op basis van hun bevindingen worden de soorten uit de (voormalige) geslachten Rosmarinus, Dorystaechas, Meriandra, Perovskia en Zhumeria nu in Salvia opgenomen. De nieuwe opvatting over het geslacht wordt geaccepteerd door Kew's Checklist.

## Soorten, voorheen in dit geslacht geplaatst
- Rosmarinus eriocalyx, nu Salvia jordanii
- Rosmarinus officinalis, nu Salvia rosmarinus
- Rosmarinus tomentosus, nu Salvia granatensis

... · 
Ajuga (Zenegroen) · 
Anisomeles · 
Ballota (Ballote) · 
Basilicum · 
Cleonia · 
Clinopodium (Steentijm) · 
Dasymalla · 
Galeopsis (Hennepnetel) · 
Glechoma · 
Haplostachys · 
Hemiandra · 
Hyssopus · 
Lagochilus · 
Lamiastrum · 
Lamium (Dovenetel) · 
Lavandula (Lavendel) · 
Leonurus · 
Lycopus · 
Marrubium · 
Melissa (Melisse) · 
Mentha (Munt) · 
Nepeta (Kattenkruid) · 
Ocimum (Basilicum) · 
Origanum (Marjolein) · 
Perovskia · 
Phlomis · 
Prunella (Brunel) · 
Renschia · 
Rosmarinus · 
Salvia (Salie) · 
Satureja (Bonenkruid) · 
Scutellaria (Glidkruid) · 
Stachys (Andoorn) · 
Teucrium (Gamander) · 
Thymus (Tijm) · 
Vitex · 
Westringia · 
...